# Ma Chao

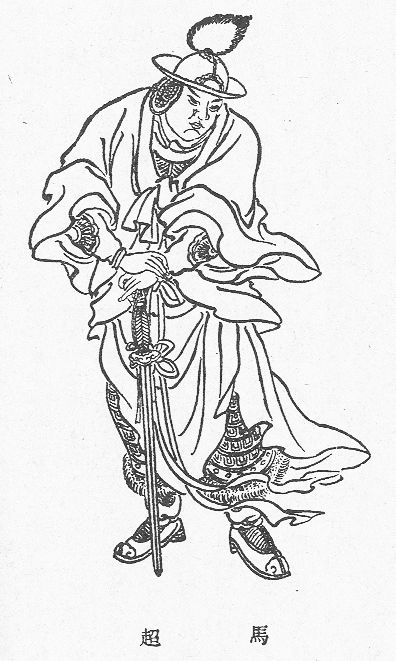
Illustration einer Qing-Ausgabe der Geschichte der Drei Reiche.

Mǎ Chāo (chinesisch 馬超 / 马超), auch genannt Mengqi (chinesisch 孟起) (* 176; † 222) war ein chinesischer General. Er war der älteste Sohn von Ma Teng und einer der Fünf Tigergeneräle der Shu Han unter Liu Bei.

## Leben
In seinem 15. Lebensjahr wurde sein Vater Ma Teng zum Kommandanten der Palastwache berufen. Zuvor hatte er die Bitte des Premierministers Cao Cao, ihm seinen Sohn in den Dienst zu stellen, abgelehnt. Später wurde Ma Chao ein Offizier unter Sili Xiaowei und zog zum Kampf gegen Guo Yuan aus. Obwohl er im Kampf verletzt wurde, konnte er Guo Yuan besiegen und ihn durch seinen Offizier Pang De enthaupten lassen. Der Kaiserhof machte ihn daraufhin zum Inspektor der Xu-Provinz, später zum Kaiserlichen Berater. Als Ma Teng in die Hauptstadt gelangte, wurde Ma Chao zum Generalleutnant erhoben und übernahm Ma Tengs Kommando. Der Kaiserhof machte außerdem Ma Chaos jüngeren Bruder Ma Xui zum Oberkommandanten der Wagenlenker, und dessen jüngeren Bruder Ma Tie zum Kavallerieoberst. All ihre Familien wurden nach Ye entsandt, aber Ma Chao blieb zurück. Ma Teng hatte Streitigkeiten mit Han Sui und ersuchte darum, eine Position in der Hauptstadt zu erhalten. So wurde er Kommandant der Palastwache, Ma Chao dagegen Generalleutnant und Gouverneur von Duting.
Nachdem Cao Cao seinen Vater und seine Brüder in der Hauptstadt hingerichtet hatte, mobilisierte Ma Chao seines Vaters Truppen, um Rache zu üben. Zusammen mit Han Sui, dem Waffenbruder seines Vaters, machte er sich nach Chang’an auf und nahm es mühelos ein. Darauf zogen sie weiter zum Tong-Pass, wo er eine lange Schlacht gegen Cao Cao schlug, in der er Cao Hong und Xu Huang mit ihren Armeen (10.000 Mann) ausschaltete. Neun Tage hielten sie aus, griffen Ma Chao dann aber erneut an, der ihnen eine vernichtende Niederlage beibrachte. Auch andere Generäle Cao Caos wie Yu Jin und Zhang He waren erfolglos. Schließlich griff Ma Chao Cao Cao selbst an, der aber von Cao Hong und Xiahou Yuan gerettet wurde. Cao Cao versuchte nun, das Versorgungslager von Ma Chao einzunehmen, geriet aber in einen Hinterhalt und überlebte nur dank seines Leibwächters Xu Chu. In den nächsten Tagen hinderte Ma Chao ihn durch ständige Angriffe daran, überhaupt ein Lager aufzuschlagen. Cao Cao nahm deshalb den Vorschlag seines Strategen Jia Xu an, scheinbar Frieden zu schließen und Ma Chao und Han Sui gegeneinander aufzubringen, was auch gelang. In der Verwirrung überwand Cao Cao Ma Chaos Armee und zwang ihn zur Flucht.
Ma Chao entkam mit seinen Cousins Ma Dai und Pang De und suchte zunächst Asyl beim Warlord Zhang Lu, der ihn später nach Sichuan schickte, um Liu Zhang gegen Liu Bei beizustehen. Beim Kampf mit Zhang Fei, bei dem keiner die Oberhand gewann, erkannte Zhuge Liang den Wert Ma Chaos und schickte nach Beratung mit Liu Bei einen Gesandten zu ihm, um ihn für Shu zu gewinnen. So begab sich Ma Chao zu Liu Bei, wo er den Titel „General, der den Westen befriedet“ erhielt und mit Zivilgewalt über Ju betraut wurde. Als Liu Bei Prinz von Hanzhong wurde, gab er Ma Chao den Titel „Linker General“, und 221 machte er ihn zum 2. General, Gouverneur der Liang-Provinz und zum Marquis von Li Xiang. Er starb ein Jahr später nach einer Krankheit.
| Personendaten    | Personendaten                                                               |
| ---------------- | --------------------------------------------------------------------------- |
| NAME             | Ma Chao                                                                     |
| ALTERNATIVNAMEN  | Mengqi                                                                      |
| KURZBESCHREIBUNG | Sohn von Ma Teng und einer der Fünf Tigergeneräle der Shu Han unter Liu Bei |
| GEBURTSDATUM     | 176                                                                         |
| STERBEDATUM      | 222                                                                         |